# Арбаин
Арба’и́н (араб. الأربعين‎, перс. اربعین‎) — поминки, проводимые на сороковой день мученичества имама Хусейна, который вместе с 72 сподвижниками пал в неравной битве с армией омейядского халифа Язида.
Число сорок имеет долгую историю размышлений среди мусульман. Значение числа 40 вытекает из высказывания исламского пророка Мухаммеда: «В Судный день среди моего народа Бог сочтет добродетельным человеком любого, кто выучит сорок хадисов». Мусульмане верят, что между распятием Иисуса, сына Марии, и его вознесением прошло 40 дней. Фатима, дочь Пророка Ислама, оплакивает смерть своего отца в течение 40 дней.
Арба’ин является одним из самых массовых мирных собраний людей в мире. Так, в 2012—2013 годах Арба’ин посетили около 15 миллионов паломников со всего мира.
Мусульмане-сунниты, христиане и зороастрийцы также участвуют в паломничестве Арба’ин.

## История
Первый Арба’ин был проведён 20 сафара, по разным данным, в 61-м или 62-м году после хиджры. Когда весть о смерти Хусейна достигла Медины, среди населения начались сильные волнения. Тогда сопровождаемый Ибн Джунадой слепой Джабир ибн Абдуллах посетил Кербелу с целью посетить могилы мучеников. Его визит совпал с визитом выживших женщин из Семьи Пророка и единственным оставшимся в живых сыном Хусейна Зейном аль-Абидином, который, будучи сражён болезнью, не смог принять участие в битве.

## Галерея
- Мужчина жарит мясо для паломников
- Паломники Арба’ина ждут бесплатной еды
- Мужчина держит на голове тарелку, полную фиников, проезжая мимо паломников Арба’ина
- Арба’ин, паломничество